# Mesoleptus confusus
Mesoleptus confusus là một loài tò vò trong họ Ichneumonidae.